# Mélite (náyade)
En la mitología griega, Mélite (griego antiguo: Μελίτη) era una de las náyades, hija del dios del río Egeo, y una de las muchas amantes de Zeus y de su hijo Heracles. Con Heracles tuvo a Hilo pero pudiera ser otro Hilo en otra tradición diferente.  

Heracles intentó refugiarse en la mítica isla de Esqueria (considerada por muchos como la isla de Corfú en la Grecia moderna), tras el asesinato de sus hijos. Decidió descansar cerca de un lago. Este lago resultó ser el lugar en el que Mélite y sus hermanas residían en ese momento: 
«Estaba predestinado que la tierra donde fuesen establecidos nunca sería devastada por incursiones enemigas. Por ello todavía ahora en aquel país, cerca de la amable ciudad de los híleos, este se halla oculto muy por debajo del suelo, para que resulte siempre invisible a los mortales. Allí no encontraron ya vivo a su rey Hilo, a quien la hermosa Mélite alumbrara para Heracles en el pueblo de los feacios. Pues este se presentó en la casa de Nausítoo y ante Macris, nodriza de Dioniso, para purificarse de la funesta muerte de sus hijos. Allí él, enamorado, poseyó a la hija del río Egeo, la náyade Mélite y ella alumbró al vigoroso Hilo».
Un escolio nos dice que, llegado el momento, Mélite tuvo que elegir entre gozar del amor de Heracles o el de Zeus. Ella escogió el de Zeus y este se marchó en busca de otros quehaceres. Zeus, furioso porque Mélite prefiriera a un mortal antes que a él, recurrió al padre de la náyade para que no la dejara tener más hijos con Heracles, y que le impidiera tener gozo carnal con él. En vista de ello, Heracles dejó a Mélite por otras féminas pero ella fue una de las mujeres que lloraron la muerte de Heracles.
Hilo no quería ser un simple súbdito del rey Nausítoo, así que viajó al extremo norte de Grecia, donde se convirtió en el rey epónimo de una tribu doria, los hileos.